# Sandefjord TIF
Sandefjord TIF (vollständiger Name: Sandefjord Turn og Idrettsforening Håndball) ist ein norwegischer Handballverein aus Sandefjord.
Der Verein spielte mit seiner Männermannschaft bis 2010 in Norwegens Eliteserien i håndball for menn, der obersten Handballliga; seit dem Abstieg 2010 spielt das Team in der 1. Division.
Austragungsort der Heimspiele ist die Jotunhallen im Bugårdsparken.
In der Saison 2006/2007 wurde der Verein norwegischer Meister.